# Hot R&B/Hip-Hop Airplay
Hot R&B/Hip-Hop Airplay – współtworząca notowanie Hot R&B/Hip-Hop Songs lista przebojów, mierząca częstotliwość nadawania poszczególnych piosenek na antenach stacji radiowych. Do historii zestawienia przeszła Janet Jackson, której piosenka "That's the Way Love Goes", jako pierwsza i jedyna jak dotąd, zadebiutowała na szczycie Hot R&B/Hip-Hop Airplay.